# Кинель-Черкасский район
Кинель-Черкасский район — административно-территориальная единица (район) и муниципальное образование (муниципальный район) на востоке Самарской области России.
Административный центр — село Кинель-Черкассы.

## География
Площадь района — 2469 км², расположен на востоке области. Основные реки — Большой Кинель, Малый Кинель, Большой Толкай.
Территория Кинель-Черкасского района состоит из двух разрозненных фрагментов: основного, и маленького эксклава площадью примерно 30 квадратных километров, находящегося полностью внутри территории Бугурусланского района соседней Оренбургской области. До 2005 года на территории этого эксклава располагался поселок Дальний, ныне не существующий. Однако поля на территории этого эксклава продолжают использоваться в интересах сельского хозяйства Кинель-Черкасского района. Чтобы попасть из основной части Кинель-Черкасского района в этот эксклав, приходится проделывать путь примерно 2 км по территории Оренбургской области. Районный центр село Кинель-Черкассы расположен в  110км от г. Самары. Связь с областным центром осуществляется по автодороге республиканского значения Самара - Бугуруслан и по железнодорожной магистрали Самара - Уфа.

## История
Кинель-Черкассы — самое большое село России. Основано в 1744 году. Словом «черкассы» называли малороссиян, а также запорожских и днепропетровских казаков, которые переселились сюда, оно имело тогда название «Кинель-Черкасская слобода», что означало — поселение черкасс (казаков) на реке Кинель. Основание посёлка Кинель-Черкассы связано с укреплением границ Российской империи и заселением Самарского и Оренбургского края.
В июле 1928 года село Кинель-Черкассы получило статус районного центра.
30 июня 1960 года к Кинель-Черкасскому району была присоединена часть территории упразднённого Петровского района.

## Население
| 2002    | 2008    | 2010    | 2011    | 2012    | 2013    | 2014    | 2015    | 2016    |
| ------- | ------- | ------- | ------- | ------- | ------- | ------- | ------- | ------- |
| 48 922  | ↘47 964 | ↘47 362 | ↘47 247 | ↘46 940 | ↘46 418 | ↘45 822 | ↘45 276 | ↘44 910 |
| 2017    | 2018    | 2019    | 2020    | 2021    |         |         |         |         |
| ↘44 490 | ↘44 266 | ↘43 767 | ↘43 111 | ↘42 199 |         |         |         |         |

Население на 1 января 2024 года: 40 596.

### Национальный состав
Согласно переписи 2010 года:
1. Русские — 40 688 чел. (86,6 %)
2. Казахи — 1 664 чел. (3,54 %)
3. Мордва — 1 135 чел. (2,42 %)
4. Татары — 809 чел. (1,72 %)
5. Чуваши — 673 чел. (1,43 %)

## Муниципально-территориальное устройство
В муниципальный район Кинель-Черкасский  входят 13 муниципальных образований со статусом сельского поселения:
| №  | Муниципальное образование          | Административный центр | Количество населённых пунктов | Население | Площадь, км2 |
| -- | ---------------------------------- | ---------------------- | ----------------------------- | --------- | ------------ |
| 1  | сельское поселение Александровка   | село Александровка     | 5                             | ↗1026     | 176,96       |
| 2  | сельское поселение Березняки       | село Березняки         | 3                             | ↘740      | 153,29       |
| 3  | сельское поселение Ерзовка         | село Ерзовка           | 4                             | ↗1271     | 244,87       |
| 4  | сельское поселение Кабановка       | село Кабановка         | 4                             | ↘1736     | 367,56       |
| 5  | сельское поселение Кинель-Черкассы | село Кинель-Черкассы   | 9                             | ↗18 145   | 480,76       |
| 6  | сельское поселение Красная Горка   | село Красная Горка     | 4                             | ↘1001     | 220,07       |
| 7  | сельское поселение Кротовка        | село Кротовка          | 2                             | ↘5275     | 22,00        |
| 8  | сельское поселение Муханово        | село Муханово          | 3                             | ↘1104     | 89,69        |
| 9  | сельское поселение Новые Ключи     | село Новые Ключи       | 3                             | ↘730      | 215,76       |
| 10 | сельское поселение Подгорное       | посёлок Подгорный      | 2                             | ↘1669     | 68,04        |
| 11 | сельское поселение Садгород        | посёлок Садгород       | 6                             | ↘2357     | 203,57       |
| 12 | сельское поселение Тимашево        | село Тимашево          | 3                             | ↗5753     | 47,82        |
| 13 | сельское поселение Черновка        | село Черновка          | 2                             | ↘1392     | 170,16       |

### Населённые пункты
В Кинель-Черкасском районе 50 населённых пунктов.
| №  | Населённый пункт  | Тип                          | Население | Муниципальное образование          |
| -- | ----------------- | ---------------------------- | --------- | ---------------------------------- |
| 1  | Александровка     | село                         | 844       | сельское поселение Александровка   |
| 2  | Алтухово          | село                         | 238       | сельское поселение Кинель-Черкассы |
| 3  | Безречье          | посёлок                      | 124       | сельское поселение Александровка   |
| 4  | Березняки         | село                         | 797       | сельское поселение Березняки       |
| 5  | Березовка         | село                         | 10        | сельское поселение Александровка   |
| 6  | Богородское       | село                         | 591       | сельское поселение Кабановка       |
| 7  | Верхнекутулукский | посёлок                      | 17        | сельское поселение Березняки       |
| 8  | Винно-Банново     | село                         | 13        | сельское поселение Кинель-Черкассы |
| 9  | Вольная Солянка   | село                         | 520       | сельское поселение Кинель-Черкассы |
| 10 | Вязники           | посёлок                      | 213       | сельское поселение Ерзовка         |
| 11 | Дубовый Колок     | посёлок                      | 281       | сельское поселение Березняки       |
| 12 | Екатериновка      | село                         | 17        | сельское поселение Кабановка       |
| 13 | Ерзовка           | село                         | 579       | сельское поселение Ерзовка         |
| 14 | Заовражный        | посёлок                      | 98        | сельское поселение Новые Ключи     |
| 15 | Кабановка         | село                         | 1276      | сельское поселение Кабановка       |
| 16 | Кинель-Черкассы   | село, административный центр | ↘16 658   | сельское поселение Кинель-Черкассы |
| 17 | Коханы            | село                         | 279       | сельское поселение Ерзовка         |
| 18 | Красная Горка     | село                         | 692       | сельское поселение Красная Горка   |
| 19 | Кротовка          | село                         | ↘5275     | сельское поселение Кротовка        |
| 20 | Лозовка           | село                         | 488       | сельское поселение Новые Ключи     |
| 21 | Малореченск       | посёлок                      | 0         | сельское поселение Александровка   |
| 22 | Марково           | село                         | 79        | сельское поселение Садгород        |
| 23 | Муханово          | село                         | 919       | сельское поселение Муханово        |
| 24 | Най-Лебен         | посёлок                      | 36        | сельское поселение Кинель-Черкассы |
| 25 | Нижнегорский      | посёлок                      | 181       | сельское поселение Тимашево        |
| 26 | Новая Елшанка     | посёлок                      | 330       | сельское поселение Тимашево        |
| 27 | Новая Михайловка  | посёлок                      | 3         | сельское поселение Садгород        |
| 28 | Новые Ключи       | село                         | 444       | сельское поселение Новые Ключи     |
| 29 | Первомайский      | посёлок                      | ↘289      | сельское поселение Черновка        |
| 30 | Подгорный         | посёлок                      | ↘1669     | сельское поселение Подгорное       |
| 31 | Полудни           | село                         | 266       | сельское поселение Ерзовка         |
| 32 | Прокопенки        | село                         | 197       | сельское поселение Кинель-Черкассы |
| 33 | Просвещение       | посёлок                      | 8         | сельское поселение Кинель-Черкассы |
| 34 | Пустовалово       | село                         | 547       | сельское поселение Подгорное       |
| 35 | Репьевка          | село                         | 577       | сельское поселение Садгород        |
| 36 | Садгород          | посёлок                      | 1964      | сельское поселение Садгород        |
| 37 | Садовый           | посёлок                      | 6         | сельское поселение Красная Горка   |
| 38 | Сарбай            | село                         | 531       | сельское поселение Кабановка       |
| 39 | Сарбай            | железнодорожная станция      | 56        | сельское поселение Красная Горка   |
| 40 | Свободные Ключи   | село                         | 61        | сельское поселение Кинель-Черкассы |
| 41 | Семёновка         | село                         | 739       | сельское поселение Красная Горка   |
| 42 | Софьевка          | деревня                      | ↘0        | сельское поселение Кротовка        |
| 43 | Степановка        | село                         | 100       | сельское поселение Александровка   |
| 44 | Тальники          | посёлок                      | 34        | сельское поселение Садгород        |
| 45 | Тимашево          | село                         | ↘5405     | сельское поселение Тимашево        |
| 46 | Тоузаково         | село                         | 339       | сельское поселение Кинель-Черкассы |
| 47 | Тростянка         | посёлок                      | 5         | сельское поселение Муханово        |
| 48 | Федоровка         | деревня                      | 310       | сельское поселение Муханово        |
| 49 | Чернигово         | посёлок                      | 281       | сельское поселение Садгород        |
| 50 | Черновка          | село                         | ↗1451     | сельское поселение Черновка        |

Упразднённые населенные пункты:
- 1964 г. — посёлки Совхозный, Восточный, Кузменкино, Никольский, Колбань, Куртомак, Трудовой, Отрада (Репьёвский сельсовет), Малая Михайловка, Красный Сад, Студенцы, Отрада (Сарбайский сельсовет), Брянский и Кохановский конторы бурения; Луговой (объединён с селом Верхняя Козловка), Экономист и Соседство (вошли в состав села Красная Горка), Ильменевка (вошёл в состав деревни Фёдоровка), Старое Никулино (объединился с посёлком Ивановка)[20];
- 1966 г. — деревня Васильевка, посёлки Казачий и Красный Уголок[20];
- 1968 г. — посёлок Земледелец объединён с селом Красная Горка[20];
- 1969 г. — посёлок Галочкино[20];
- 1970 г. — посёлки Бражники, Горный, Казанка и Покровка[20];
- 1971 г. —  посёлки Скрипники, Сосновка, Никулино, деревня Капитоновка; объединены посёлки Всеволодовка и Пасунки Закинельского сельского Совета в один населённый пункт – посёлок Всеволодовка; посёлки Октябрьский и Выдумовка Закинельского сельского Совета в один населенный пункт – посёлок Октябрьский; посёлки Садовый и Завидный Красногорского сельского Совета в один населённый пункт – посёлок Садовый[20];
- 1976 г. — посёлки Берёзовка, Снички, Отроги, железнодорожная будка 1178 км, железнодорожная будка 34 км[20];
- 1977 г. — посёлки Холодный Родник, Костливцево, Просвет, железнодорожный разъезд Куртамак[20];
- 1992 г. — поселки Берёзовый Курган, Вишнёвый Сад, Подлесный, село Трудовая Солянка, деревни Старая Михайловка, Новая Деревня, железнодорожная будка 28 км, железнодорожная будка 1215 км[21].
- 2004 г. — посёлки Липовая Роща и Дальний[22]

## Экономика
В Кинель-Черкасском районе находятся 18 крупных сельскохозяйственных предприятий, 128 крестьянских фермерских хозяйств. Имеются 4 банка и 2 страховых общества.

## Транспорт
Железная дорога «Москва — Рязань — Рузаевка — Самара — Уфа — Миасс — Челябинск — Курган — Петропавловск — Омск — Новосибирск» и ж/д станция в райцентре «Толкай», автодорога «Самара — Бугуруслан».

## Символика

Проект герба 1994 года

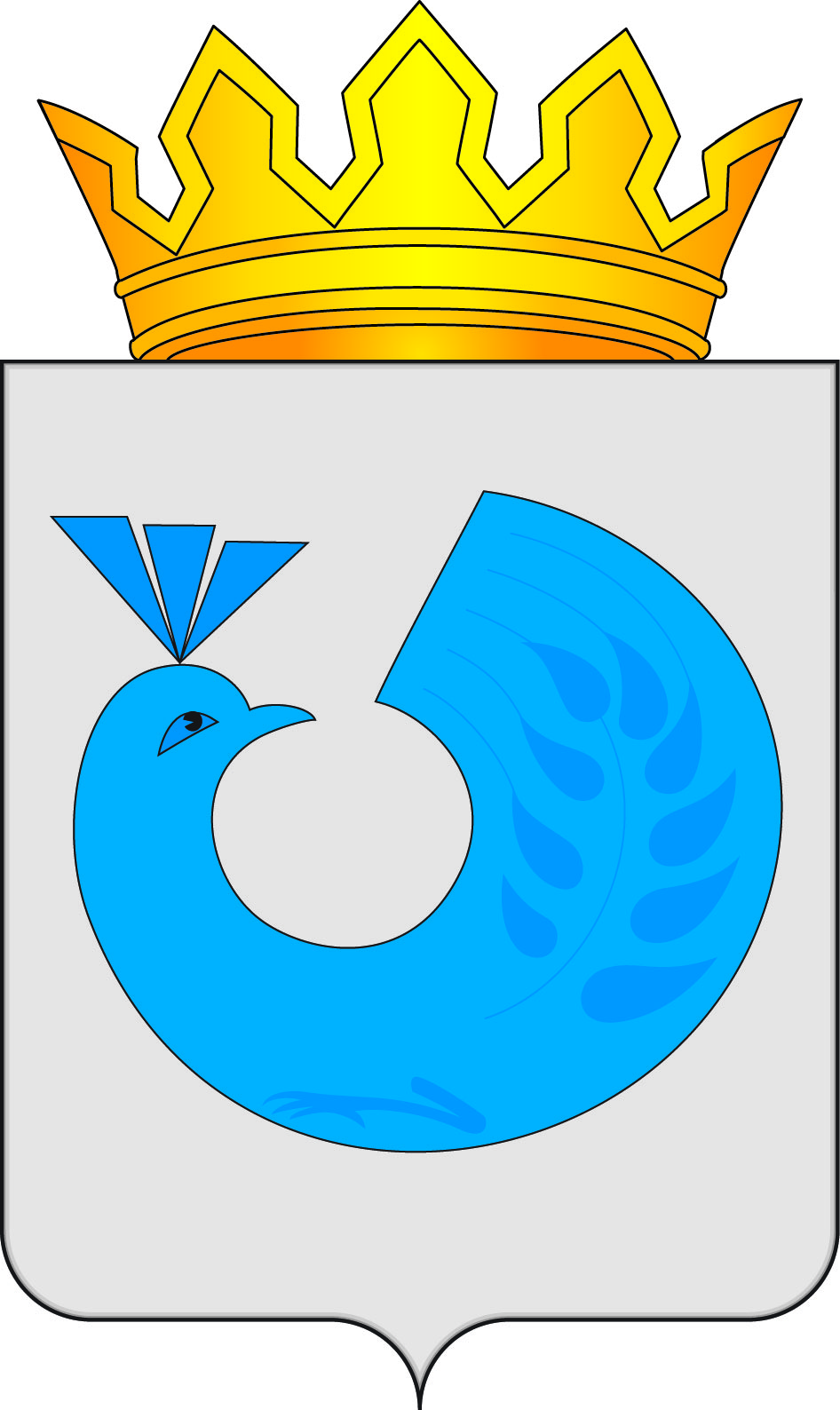
Герб, утверждённый в 2012 году

В 1994 году к 250-летию села Кинель-Черкассы среди местных жителей был проведён конкурс на лучшую эмблему села. Победителем конкурса стал руководитель Кинель-Черкасского народного хора Анатолий Петрович Белов.
Герб выполнен на серебряном испанском щите с синим кантом. В центре щита изображена синяя птица с золотым колосом в хвосте. Птица символизирует свободу (в Кинель-Черкассах никогда не было крепостного права, а жители считались свободолюбивыми людьми), колос — плодородие, благополучие, надежды на будущее. Фигура птицы близка к кругу, который олицетворяет единение многонационального населения села. На голове у птицы три пера цветов российского триколора. В нижней части эмблемы символически изображены волны реки Большой Кинель, протекающей через село.
Проект не был утверждён и внесён в Государственный геральдический реестр Российской Федерации, но до появления официального герба использовался как символ села и района.
Официальный герб Кинель-Черкасского района утверждён решением собрания представителей муниципального района в декабре 2012 года. Герб создан на основе идеи Анатолия Белова. Геральдическое описание герба: В серебряном поле лазоревая обернувшаяся и поднявшая хвост птица со сложенными крыльями и подобранными лапами, имеющая хохолок из трех перьев.
Тогда же был утверждён флаг района, использующий ту же символику.

## Известные уроженцы
Осин Дмитрий Васильевич (25 октября 1912 — 22 сентября 1987) — Герой Советского Союза, командир 2-го стрелкового батальона 172-го краснознаменного полка 57-й гвардейской стрелковой дивизии, 8-й гвардейской армии, гвардии капитан. Родился в с. Трудовая Солянка.